# Casa Niederleytner
La Casa Niederleytner es un edificio situado en la calle Pascual y Genís número 22 y 24 esquina con la calle Martínez Cubells en la ciudad de Valencia (España). Es obra del arquitecto valenciano Francisco Javier Goerlich.

## Edificio
El edificio es un proyecto del arquitecto Francisco Javier Goerlich realizado en 1916. Su estilo arquitectónico es academicista con una clara influencia del estilo francés. Fue construido a instancias de la familia Niederleytner para albergar su negocio en la planta baja y la vivienda particular.
Consta de planta baja y cinco alturas. En su fachada destaca en el chaflán el mirador acristalado dividido por columnas, la ornamentación de tipo floral y el remate del edificio en forma de cúpula acabada en pizarra negra.
Albergó la sede en Valencia del Banco Coca. Fue comprado por Caja de Ahorros del Mediterráneo y rehabilitado por completo en el año 1987 para albergar la sede central en Valencia de dicha entidad por parte de los arquitectos Emilio Giménez Julián, Antonio Osorio Arijón y Manuel Portaceli Roig.
Después de la absorción de Caja de Ahorros del Mediterráneo, actualmente el edificio es propiedad del fondo de pensiones de los trabajadores de la antigua caja de ahorros valenciana. En la actualidad, después de ser rehabilitado de nuevo durante el año 2019 para su uso como establecimiento hotelero, alberga un hotel que opera con el nombre de Palacio Santa Clara que fue inaugurado en 2020.